# Hideji Oda
Hideji Oda (小田ひで次, Oda Hideji,  Hachimantai te Iwate, 1962) is een mangaka die wordt geassocieerd met de La nouvelle manga beweging. Zijn A Patch of Dreams werd vertaald naar het Engels door Fanfare/Ponent Mon. Zijn manga Miyori no Mori werd verwerkt tot een anime en een televisiefilm. De anime werd uitgezonden door Fuji Television.
Oda studeerde design gedurende drie jaar en publiceerde zijn eerste manga tijdens zijn periode als professionele masseur. Zijn eerste werken werden gepubliceerd door Kodansha. Later werd hij universitair professor. Hij geeft les over manga.

## Oeuvre
- A Diffusion Disease (2 volumes, Kodansha Afternoon, 1995, 1998)
- Coo's World (2 volumes, Kodansha Afternoon, 2000)
- Miyori no Mori (1 volume, Akita Shoten, 2005)
- A Patch of Dreams (1 volume, Asuka Shinsha, 2005 - Vervolg op Coo's World)
- Miyori no Mori no Shiki (1 volume, Akita Shoten, 2007)

- Bibliothèque nationale de France: cb12536683j (data)
- International Standard Name Identifier: 0000 0000 0166 9284
- Bibliotheek van het Japanse parlement: 00683248
- Istituto Centrale per il Catalogo Unico: UBOV578310
- Système universitaire de documentation: 084278315
- Virtual International Authority File: 19789903